# مجلس آل شاكر

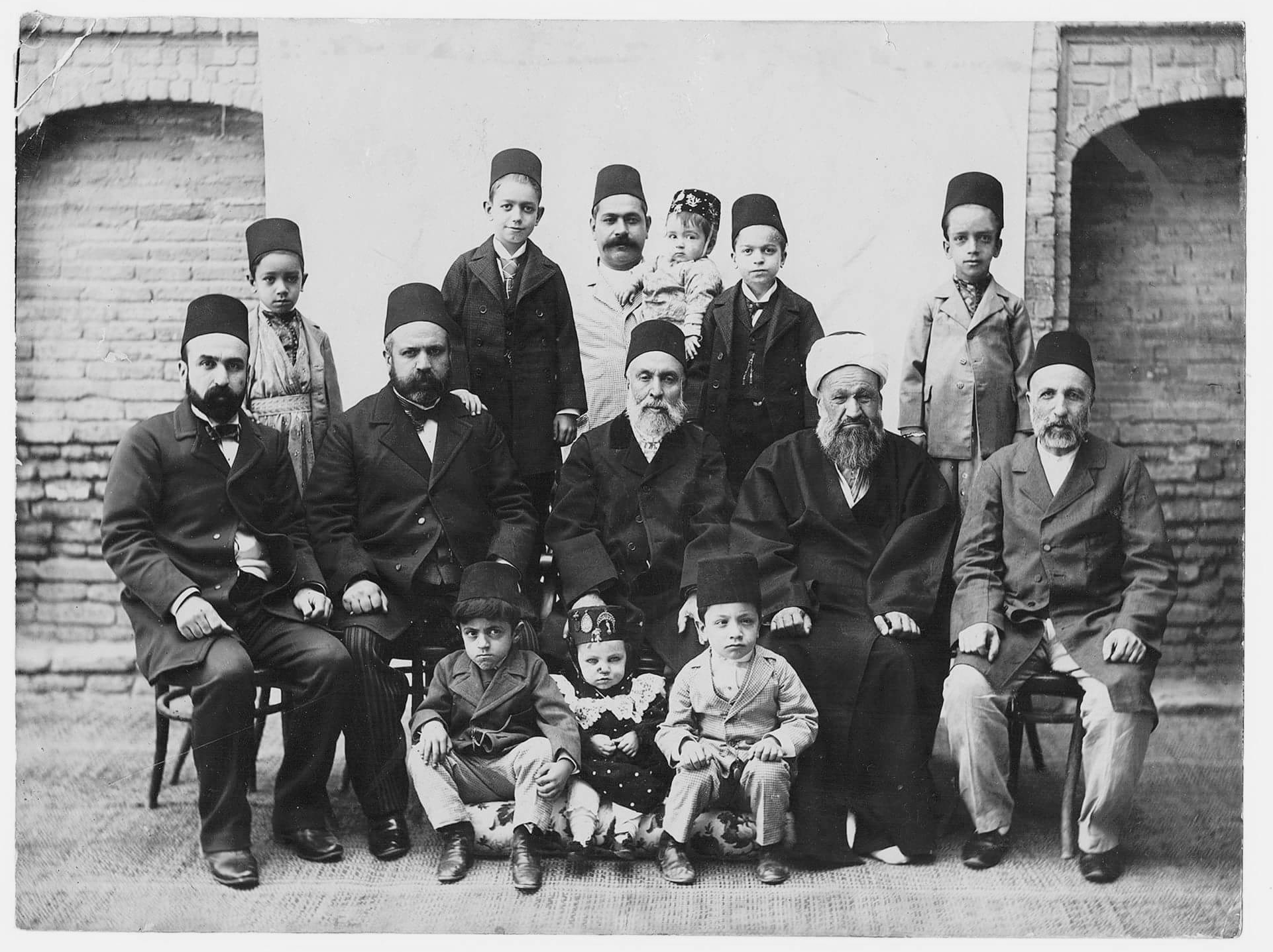
عائلة شاكر أفندي في عام 1900، ويظهر حفيده (محمد أفندي) في الوسط مع جمع من أولاده وأحفاده

بيت شاكر أفندي من بيوت بغداد القديمة يرجع أصلهم إلى شاكر أفندي وهو رجل عربي النسب من أصول عائلة ترجع بنسبها إلى القبائل العربية التي كانت تسكن بلاد الأناضول ( تركيا حاليا)، حيث إن أصله من مدينة إزمير التركية، ولقد قدم جده لبغداد مع الحملة التي جاء بها السلطان مراد الرابع، عام 1048هـ/1638م، وهي الحملة التي أنهت حكم الصفويين في بغداد، وبعد أن وضعت الحرب أوزارها أستقر جده في بغداد، فولد شاكر أفندي ونشأ في مدينة بغداد ثم أنهى دراسته في الكلية العسكرية في إسطنبول والتي كانت تسمى المدرسة الحربية في عهد الدولة العثمانية، وتخرج شاكر أفندي ضابطاً في الجيش العثماني، وتقلد مناصب إدارية في الدولة العثمانية حتى حاز منصب (القيمقام) أي نائب الوالي العثماني في بغداد، وسار سيرة محمودة، وكان لهُ مجلساً يقيمه في داره الواقعة في محلة (جديد حسن باشا) يرتادهُ أعيان البلد، ولهم مسجداً يعرف باسم مسجد آل شاكر أفندي أو مسجد عثمان الواعظ ويقع في سوق الصاغة الحديث، في شارع النهر حالياً. وتوفي شاكر أفندي عام 1235 هـ/1819م، وشيع بموكب مهيب ودفن في مقبرة الخيزران، في الأعظمية.
ومن أحفاده عبد الرزاق أفندي رئيس كتاب ولاية بغداد في عهد الدولة العثمانية، وأبنه سلمان فائق (1910-2002م)، وهو من الأطباء المشهورين في بغداد، حيث كان عميد الكلية الطبية الملكية العراقية، ولهُ مستشفى باسمه تقع في منطقة العلوية، وكذلك من أحفادهِ العقيد إسماعيل حقي آل شاكر (1897-1979م) الذي شغل منصب قائد الفرقة الأولى في لواء الديوانية ورئيس محكمة عسكرية في المملكة العراقية، وأخوهُ صالح زكي بك (1900-1969م) الإداري القدير الذي شغل منصب رئيس كتاب الحسابات في وزارة الدفاع العراقية.
ومن أعيان هذه الأسرة عثمان أفندي آل شاكر الذي كان رئيس محاكم تمييز البصرة، ولقد توفي في وباء البصرة عام 1895م، ومن بعده أبنه موسى كاظم بك (1895-1980م) الذي تقلد مناصب إدارية وقضائية كثيرة في العهد الملكي، وكان ممن تعتمد عليهم الدولة في تقلد مهام المتصرفيات في ألوية مختلفة من ألوية العراق، ومن المناصب التي تولاها منصب مدير الداخلية، ومتصرف لواء العمارة (أي بمعنى محافظ) ومتصرف لواء المنتفك، ومتصرف لواء ديالى، ومتصرف لواء السليمانية، وكذلك منصب مدير الأوقاف العامة وكان له دور في الحفاظ على أموال الأوقاف التي تعود للمساجد إذ أصدر قراراً بسحبها من المصارف كأموال مجمدة قد تفقد قيمتها بمرور الزمن وأمر باستثمارها لشراء الأراضي الزراعية والدور والعقارات وجعل ريعها وأرباحها تعود إلى مساجد العراق. وكان له دور أيضا في سياسة العراق الخارجية، وحاز على وسام الرافدين من الدرجة الثالثة من الملك فيصل الثاني في العهد الملكي لأخلاصهِ ووفائهِ،  ومن بعده اشتهر ابنه الطبيب المعروف غسان موسى كاظم (1939-2013م).